# Ассоциация велоспорта Уганды
Ассоциация велоспорта Уганды (англ. Uganda Cycling Association, UCA) — национальная спортивная федерация велосипедного спорта в Уганды. Член UCI и CAC.

## История
Ассоциация была основана в начале 1960-х годов. Первым президентом был Габриэль Лоуренс Овино. В 1981 году была исключена из состава UCI, повторно принята в 1984 году.
В 1984 году впервые приняла участие соревнованиях по велоспорту на Олимпийских играх где её представляли Мухаруд Мукаса и Эрнест Буле.
С 1999 года проводит чемпионат страны по шоссейному велоспорту.
В 2007 году Ассоциации находилась в финансовом кризисе, её бюджету требовалось не менее  60 миллионов шиллингов.
В 2018 году поддержала проведение велогонки Let’s Tour Uganda, проводившейся с целью демонстрации туристического потенциала Уганды.
В 2025 году объединила усилия совместно с Moonlight Events для организации мероприятий (гонок) в течение последующих нескольких лет. И впервые передала непосредственно саму проведение соревнований компании, организующей мероприятия.
Выставляет команды на такие соревнования как Африканские игры и чемпионат мира по шоссейному велоспорту.

### Президенты
- Габриэль Лоуренс Овино[2]
- Брухан Ссекибенга[6]
- Сэм Махаба Мувонге[1]